# Sam Smith/Diskografie
Diese Diskografie ist eine Übersicht über die musikalischen Werke des Singer-Songwriters Sam Smith. Den Quellenangaben und Schallplattenauszeichnungen zufolge wurden bisher mehr als 139,6 Millionen Tonträger verkauft, davon alleine in der Heimat über 29,7 Millionen. Die erfolgreichste Veröffentlichung ist die Single Stay with Me mit über 18,3 Millionen verkauften Einheiten.

## Alben

### Studioalben
| Jahr | Titel Musiklabel                           | Höchstplatzierung, Gesamtwochen, AuszeichnungChartplatzierungen (Jahr, Titel, Musiklabel, Platzierungen, Wochen, Auszeichnungen, Anmerkungen) | Höchstplatzierung, Gesamtwochen, AuszeichnungChartplatzierungen (Jahr, Titel, Musiklabel, Platzierungen, Wochen, Auszeichnungen, Anmerkungen) | Höchstplatzierung, Gesamtwochen, AuszeichnungChartplatzierungen (Jahr, Titel, Musiklabel, Platzierungen, Wochen, Auszeichnungen, Anmerkungen) | Höchstplatzierung, Gesamtwochen, AuszeichnungChartplatzierungen (Jahr, Titel, Musiklabel, Platzierungen, Wochen, Auszeichnungen, Anmerkungen) | Höchstplatzierung, Gesamtwochen, AuszeichnungChartplatzierungen (Jahr, Titel, Musiklabel, Platzierungen, Wochen, Auszeichnungen, Anmerkungen) | Anmerkungen                                                  |
| Jahr | Titel Musiklabel                           | DE | AT | CH | UK | US | Anmerkungen                                                  |
| ---- | ------------------------------------------ | --- | --- | --- | --- | --- | ------------------------------------------------------------ |
| 2014 | In the Lonely Hour Capitol Records (UMG)   | DE17 Platin · (54 Wo.)DE | AT15 Platin · (28 Wo.)AT | CH3 Platin · (84 Wo.)CH | UK1 ×10Zehnfachplatin · (493 Wo.)UK | US2 ×5Fünffachplatin · (380 Wo.)US | Erstveröffentlichung: 26. Mai 2014 Verkäufe: + 10.852.500    |
| 2017 | The Thrill of It All Capitol Records (UMG) | DE8 (12 Wo.)DE | AT7 Gold · (9 Wo.)AT | CH3 (19 Wo.)CH | UK1 ×2Doppelplatin · (59 Wo.)UK | US1 ×2Doppelplatin · (60 Wo.)US | Erstveröffentlichung: 3. November 2017 Verkäufe: + 3.312.500 |
| 2020 | Love Goes Capitol Records (UMG)            | DE11 (4 Wo.)DE | AT16 (2 Wo.)AT | CH6 (12 Wo.)CH | UK2 Platin · (37 Wo.)UK | US5 Platin · (22 Wo.)US | Erstveröffentlichung: 30. Oktober 2020 Verkäufe: + 2.178.500 |
| 2023 | Gloria Capitol Records (UMG)               | DE6 (4 Wo.)DE | AT8 (5 Wo.)AT | CH2 (6 Wo.)CH | UK1 Silber · (5 Wo.)UK | US7 (12 Wo.)US | Erstveröffentlichung: 27. Januar 2023 Verkäufe: + 212.500    |

### Remixalben
| Jahr | Titel Musiklabel                               | Anmerkungen                        |
| ---- | ---------------------------------------------- | ---------------------------------- |
| 2015 | The Lost Tapes – Remixed Kosmo Records (Kosmo) | Erstveröffentlichung: 29. Mai 2015 |

### EPs
| Jahr | Titel Musiklabel                                      | Höchstplatzierung, Gesamtwochen, AuszeichnungChartplatzierungen (Jahr, Titel, Musiklabel, Platzierungen, Wochen, Auszeichnungen, Anmerkungen) | Höchstplatzierung, Gesamtwochen, AuszeichnungChartplatzierungen (Jahr, Titel, Musiklabel, Platzierungen, Wochen, Auszeichnungen, Anmerkungen) | Höchstplatzierung, Gesamtwochen, AuszeichnungChartplatzierungen (Jahr, Titel, Musiklabel, Platzierungen, Wochen, Auszeichnungen, Anmerkungen) | Höchstplatzierung, Gesamtwochen, AuszeichnungChartplatzierungen (Jahr, Titel, Musiklabel, Platzierungen, Wochen, Auszeichnungen, Anmerkungen) | Höchstplatzierung, Gesamtwochen, AuszeichnungChartplatzierungen (Jahr, Titel, Musiklabel, Platzierungen, Wochen, Auszeichnungen, Anmerkungen) | Anmerkungen                             |
| Jahr | Titel Musiklabel                                      | DE | AT | CH | UK | US | Anmerkungen                             |
| ---- | ----------------------------------------------------- | --- | --- | --- | --- | --- | --------------------------------------- |
| 2013 | Nirvana Capitol Records (UMG)                         | — | — | — | — | US126 (5 Wo.)US | Erstveröffentlichung: 3. Oktober 2013   |
| 2020 | The Holly & the Ivy Capitol Records (UMG)             | — | — | — | — | — | Erstveröffentlichung: 4. Dezember 2020  |
| 2022 | Live from the Royal Albert Hall Capitol Records (UMG) | — | — | — | — | US77 (8 Wo.)US | Erstveröffentlichung: 29. November 2022 |

## Singles

### Als Leadmusiker
| Jahr | Titel Album                                               | Höchstplatzierung, Gesamtwochen, AuszeichnungChartplatzierungen (Jahr, Titel, Album, Platzierungen, Wochen, Auszeichnungen, Anmerkungen) | Höchstplatzierung, Gesamtwochen, AuszeichnungChartplatzierungen (Jahr, Titel, Album, Platzierungen, Wochen, Auszeichnungen, Anmerkungen) | Höchstplatzierung, Gesamtwochen, AuszeichnungChartplatzierungen (Jahr, Titel, Album, Platzierungen, Wochen, Auszeichnungen, Anmerkungen) | Höchstplatzierung, Gesamtwochen, AuszeichnungChartplatzierungen (Jahr, Titel, Album, Platzierungen, Wochen, Auszeichnungen, Anmerkungen) | Höchstplatzierung, Gesamtwochen, AuszeichnungChartplatzierungen (Jahr, Titel, Album, Platzierungen, Wochen, Auszeichnungen, Anmerkungen) | Anmerkungen                                                                                       |
| Jahr | Titel Album                                               | DE | AT | CH | UK | US | Anmerkungen                                                                                       |
| --- | --------------------------------------------------------- | --- | --- | --- | --- | --- | ------------------------------------------------------------------------------------------------- |
| 2013 | Lay Me Down In the Lonely Hour                            | DE— GoldDE | — | CH44 (5 Wo.)CH | UK15 Platin · (23 Wo.)UK | US8 ×5Fünffachplatin · (20 Wo.)US | Erstveröffentlichung: 15. Februar 2013 Verkäufe: + 7.805.000                                      |
| 2013 | Money on My Mind In the Lonely Hour                       | DE11 Gold · (28 Wo.)DE | AT11 Gold · (14 Wo.)AT | CH17 Gold · (17 Wo.)CH | UK1 ×2Doppelplatin · (56 Wo.)UK | US— PlatinUS | Erstveröffentlichung: 27. Dezember 2013 Verkäufe: + 2.835.000                                     |
| 2014 | Stay with Me In the Lonely Hour                           | DE11 ×5Fünffachgold · (52 Wo.)DE | AT3 Platin · (46 Wo.)AT | CH6 Platin · (62 Wo.)CH | UK1 ×5Fünffachplatin · (74 Wo.)UK | US2 Diamant · (54 Wo.)US | Erstveröffentlichung: 14. April 2014 Verkäufe: + 18.333.500                                       |
| 2014 | I’m Not the Only One In the Lonely Hour                   | DE39 Platin · (27 Wo.)DE | AT15 ×2Doppelplatin · (26 Wo.)AT | CH12 Gold · (38 Wo.)CH | UK3 ×4Vierfachplatin · (47 Wo.)UK | US5 ×7Siebenfachplatin · (37 Wo.)US | Erstveröffentlichung: 31. August 2014 Verkäufe: + 12.750.000                                      |
| 2014 | Like I Can In the Lonely Hour                             | DE45 Gold · (12 Wo.)DE | AT18 Platin · (19 Wo.)AT | CH33 (7 Wo.)CH | UK9 ×2Doppelplatin · (40 Wo.)UK | US99 Platin · (2 Wo.)US | Erstveröffentlichung: 5. Dezember 2014 Verkäufe: + 3.515.000                                      |
| 2014 | Have Yourself a Merry Little Christmas –                  | DE41 (6 Wo.)DE | AT48 (5 Wo.)AT | CH38 (14 Wo.)CH | UK53 Gold · (13 Wo.)UK | US90 Gold · (1 Wo.)US | Erstveröffentlichung: 6. Dezember 2014 Verkäufe: + 1.155.000                                      |
| 2015 | Lay Me Down In the Lonely Hour (Drowning Shadows Edition) | — | — | — | UK1 Platin · (9 Wo.)UK | — | Erstveröffentlichung: 9. März 2015 Verkäufe: + 630.000; feat. John Legend                         |
| 2015 | Writing’s on the Wall –                                   | DE17 (11 Wo.)DE | AT11 (9 Wo.)AT | CH5 (19 Wo.)CH | UK1 Platin · (17 Wo.)UK | US71 Platin · (2 Wo.)US | Erstveröffentlichung: 25. September 2015 Verkäufe: + 1.915.000                                    |
| 2017 | Too Good at Goodbyes The Thrill of It All                 | DE18 Platin · (21 Wo.)DE | AT12 ×2Doppelplatin · (19 Wo.)AT | CH5 (27 Wo.)CH | UK1 ×4Vierfachplatin · (27 Wo.)UK | US4 ×6Sechsfachplatin · (24 Wo.)US | Erstveröffentlichung: 8. September 2017 Verkäufe: + 12.443.333                                    |
| 2017 | One Last Song The Thrill of It All                        | — | — | — | UK22 Gold · (11 Wo.)UK | US— GoldUS | Erstveröffentlichung: 3. November 2017 Verkäufe: + 1.060.000                                      |
| 2018 | Pray The Thrill of It All                                 | — | AT71 (1 Wo.)AT | CH27 (3 Wo.)CH | UK26 Gold · (9 Wo.)UK | US55 Platin · (1 Wo.)US | Erstveröffentlichung: 29. März 2018 Verkäufe: + 1.870.000; feat. Logic                            |
| 2018 | Baby, You Make Me Crazy The Thrill of It All              | — | — | — | — | — | Erstveröffentlichung: 15. Juni 2018 Verkäufe: + 95.000; Singleveröffentlichung als Friction Remix |
| 2018 | Promises Love Goes • 96 Months                            | DE2 Platin · (32 Wo.)DE | AT6 Platin · (27 Wo.)AT | CH3 ×2Doppelplatin · (38 Wo.)CH | UK1 ×3Dreifachplatin · (41 Wo.)UK | US65 Platin · (12 Wo.)US | Erstveröffentlichung: 17. August 2018 Verkäufe: + 5.453.333; mit Calvin Harris                    |
| 2018 | Fire on Fire Love Goes                                    | DE— GoldDE | AT— PlatinAT | CH35 (10 Wo.)CH | UK63 Gold · (4 Wo.)UK | US— PlatinUS | Erstveröffentlichung: 21. Dezember 2018 Verkäufe: + 2.945.000                                     |
| 2019 | Dancing with a Stranger Love Goes                         | DE37 Gold · (18 Wo.)DE | AT38 Platin · (14 Wo.)AT | CH17 (21 Wo.)CH | UK3 ×2Doppelplatin · (31 Wo.)UK | US7 ×4Vierfachplatin · (45 Wo.)US | Erstveröffentlichung: 11. Januar 2019 Verkäufe: + 8.040.000; mit Normani                          |
| 2019 | How Do You Sleep? Love Goes                               | DE43 Gold · (17 Wo.)DE | AT40 Gold · (13 Wo.)AT | CH26 (24 Wo.)CH | UK7 Platin · (18 Wo.)UK | US24 ×2Doppelplatin · (20 Wo.)US | Erstveröffentlichung: 19. Juli 2019 Verkäufe: + 4.550.000                                         |
| 2019 | I Feel Love –                                             | — | — | — | UK76 (4 Wo.)UK | — | Erstveröffentlichung: 1. November 2019 Verkäufe: + 20.000                                         |
| 2020 | To Die For Love Goes                                      | DE90 (1 Wo.)DE | — | CH42 (7 Wo.)CH | UK18 Gold · (9 Wo.)UK | US46 Gold · (6 Wo.)US | Erstveröffentlichung: 14. Februar 2020 Verkäufe: + 1.350.000                                      |
| 2020 | I’m Ready Love Goes                                       | DE66 (2 Wo.)DE | AT56 (1 Wo.)AT | CH35 (3 Wo.)CH | UK20 Silber · (9 Wo.)UK | US36 Gold · (4 Wo.)US | Erstveröffentlichung: 17. April 2020 Verkäufe: + 890.000; mit Demi Lovato                         |
| 2020 | My Oasis Love Goes                                        | DE— aDE | — | CH52 (4 Wo.)CH | UK43 (7 Wo.)UK | — | Erstveröffentlichung: 31. Juli 2020 Verkäufe: + 115.000; feat. Burna Boy                          |
| 2020 | Diamonds Love Goes                                        | DE69 (13 Wo.)DE | AT— GoldAT | CH31 (23 Wo.)CH | UK11 Gold · (19 Wo.)UK | US39 Platin · (20 Wo.)US | Erstveröffentlichung: 18. September 2020 Verkäufe: + 2.550.000                                    |
| 2020 | Kids Again Love Goes                                      | — | — | — | UK89 (1 Wo.)UK | — | Erstveröffentlichung: 30. Oktober 2020 Verkäufe: + 20.000                                         |
| 2020 | The Lighthouse Keeper The Holly & the Ivy                 | — | — | — | UK72 (1 Wo.)UK | — | Erstveröffentlichung: 20. November 2020                                                           |
| 2022 | Love Me More Gloria                                       | — | — | — | UK52 (4 Wo.)UK | US73 (10 Wo.)US | Erstveröffentlichung: 29. April 2022 Verkäufe: + 115.000                                          |
| 2022 | Unholy Gloria • Feed the Beast                            | DE2 Platin · (42 Wo.)DE | AT1 ×3Dreifachplatin · (40 Wo.)AT | CH2 ×2Doppelplatin · (45 Wo.)CH | UK1 Platin · (33 Wo.)UK | US1 ×3Dreifachplatin · (35 Wo.)US | Erstveröffentlichung: 22. September 2022 Verkäufe: + 6.493.333; feat. Kim Petras                  |
| 2022 | Night Before Christmas –                                  | DE67 (2 Wo.)DE | AT68 (1 Wo.)AT | — | — | — | Erstveröffentlichung: 18. November 2022                                                           |
| 2023 | Gimme Gloria                                              | — | — | CH96 (1 Wo.)CH | UK60 (2 Wo.)UK | — | Erstveröffentlichung: 11. Januar 2023 feat. Koffee & Jessie Reyez                                 |
| 2023 | I’m Not Here to Make Friends Gloria                       | DE100 (1 Wo.)DE | — | CH50 (2 Wo.)CH | UK23 (7 Wo.)UK | US71 (2 Wo.)US | Erstveröffentlichung: 27. Januar 2023 feat. Calvin Harris & Jessie Reyez                          |
| 2023 | Lose You (Felix Jaehn Remix) –                            | — | — | — | — | — | Erstveröffentlichung: 5. Mai 2023 mit Felix Jaehn                                                 |
| 2023 | Vulgar –                                                  | — | — | — | UK69 (1 Wo.)UK | — | Erstveröffentlichung: 9. Juni 2023 Verkäufe: + 20.000; feat. Madonna                              |
| 2023 | Desire 96 Months                                          | DE78 (8 Wo.)DE | — | CH48 Gold · (8 Wo.)CH | UK6 Platin · (17 Wo.)UK | — | Erstveröffentlichung: 28. Juli 2023 Verkäufe: + 939.000; mit Calvin Harris                        |
| Folgende Lieder erschienen nicht als Single, wurden aber durch das Album zum Download und Streaming bereitgestellt und konnten somit eine Platzierung erlangen: |                                                           | | | | | |                                                                                                   |
| |                                                           | | | | | |                                                                                                   |
| 2013 | Safe with Me Nirvana                                      | — | — | — | UK86 (1 Wo.)UK | — | Charteinstieg: 12. Oktober 2013                                                                   |
| 2013 | Nirvana                                                   | — | AT— GoldAT | — | UK82 (1 Wo.)UK | US— GoldUS | Charteinstieg: 19. Oktober 2013 Verkäufe: + 635.000                                               |
| 2014 | Leave Your Lover In the Lonely Hour                       | — | — | — | UK— SilberUK | US92 Platin · (1 Wo.)US | Charteinstieg: 7. Juni 2014 Verkäufe: + 1.417.500                                                 |
| 2017 | Burning The Thrill of It All                              | — | — | CH52 (2 Wo.)CH | UK63 Silber · (1 Wo.)UK | US— GoldUS | Charteinstieg: 5. November 2017 Verkäufe: + 865.000                                               |
| 2023 | Who We Love Gloria                                        | — | — | — | UK85 (1 Wo.)UK | — | Charteinstieg: 10. Februar 2023 mit Ed Sheeran                                                    |
| 2023 | Man I Am Barbie: The Album                                | — | — | — | UK58 (3 Wo.)UK | — | Charteinstieg: 3. August 2023                                                                     |

### Als Gastmusiker
| Jahr | Titel Album                    | Höchstplatzierung, Gesamtwochen, AuszeichnungChartplatzierungen (Jahr, Titel, Album, Platzierungen, Wochen, Auszeichnungen, Anmerkungen) | Höchstplatzierung, Gesamtwochen, AuszeichnungChartplatzierungen (Jahr, Titel, Album, Platzierungen, Wochen, Auszeichnungen, Anmerkungen) | Höchstplatzierung, Gesamtwochen, AuszeichnungChartplatzierungen (Jahr, Titel, Album, Platzierungen, Wochen, Auszeichnungen, Anmerkungen) | Höchstplatzierung, Gesamtwochen, AuszeichnungChartplatzierungen (Jahr, Titel, Album, Platzierungen, Wochen, Auszeichnungen, Anmerkungen) | Höchstplatzierung, Gesamtwochen, AuszeichnungChartplatzierungen (Jahr, Titel, Album, Platzierungen, Wochen, Auszeichnungen, Anmerkungen) | Anmerkungen                                                                                      |
| Jahr | Titel Album                    | DE | AT | CH | UK | US | Anmerkungen                                                                                      |
| ---- | ------------------------------ | --- | --- | --- | --- | --- | ------------------------------------------------------------------------------------------------ |
| 2012 | Latch Settle                   | DE— PlatinDE | — | — | UK11 ×3Dreifachplatin + Gold (Solo) · (55 Wo.)UK                                                                                         | US7 ×3Dreifachplatin · (33 Wo.)US | Erstveröffentlichung: 8. Oktober 2012 Verkäufe: + 7.216.000; Disclosure feat. Sam Smith          |
| 2013 | La La La Hotel Cabana          | DE2 ×3Dreifachgold · (48 Wo.)DE | AT3 Platin · (34 Wo.)AT | CH2 Platin · (42 Wo.)CH | UK1 ×3Dreifachplatin · (… Wo.)UK | US19 ×2Doppelplatin · (20 Wo.)US | Erstveröffentlichung: 17. Mai 2013 Verkäufe: + 5.070.906; Naughty Boy feat. Sam Smith            |
| 2014 | When It’s Alright –            | DE74 (3 Wo.)DE | — | — | — | — | Erstveröffentlichung: 16. Mai 2014 Juun feat. Sam Smith                                          |
| 2014 | God Only Knows –               | — | — | — | UK20 (5 Wo.)UK | — | Erstveröffentlichung: 7. Oktober 2014 BBC Music and Friends                                      |
| 2014 | Do They Know It’s Christmas? – | DE2 Gold · (15 Wo.)DE | AT5 (9 Wo.)AT | CH5 (7 Wo.)CH | UK1 Platin · (6 Wo.)UK | US63 (1 Wo.)US | Erstveröffentlichung: 17. November 2014; mit Band Aid 30 Verkäufe: + 751.000; Original: Band Aid |
| 2015 | Moments –                      | — | — | — | — | — | Erstveröffentlichung: 8. Mai 2015 Freddy Verano feat. Sam Smith                                  |
| 2015 | Omen Caracal                   | DE74 (5 Wo.)DE | AT74 (2 Wo.)AT | CH50 (11 Wo.)CH | UK13 Platin · (16 Wo.)UK | US64 Gold · (6 Wo.)US | Erstveröffentlichung: 27. Juli 2015 Verkäufe: + 1.285.000; Disclosure feat. Sam Smith            |
| 2018 | Party of One –                 | — | — | — | — | — | Erstveröffentlichung: 17. Oktober 2018 Brandi Carlile feat. Sam Smith                            |
| 2022 | Go –                           | — | — | — | — | — | Erstveröffentlichung: 10. Juni 2022 Cat Burns feat. Sam Smith                                    |
| 2023 | In the City –                  | DE— bDE | — | — | UK41 (3 Wo.)UK | — | Erstveröffentlichung: 19. Oktober 2023 Charli XCX feat. Sam Smith                                |

## Promoveröffentlichungen
| Jahr | Titel Album                      | Anmerkungen |
| ---- | -------------------------------- | --- |
| 2008 | Bad Day All Week –               | Erstveröffentlichung: 2008 |
| 2009 | When It’s Alright –              | Erstveröffentlichung: 2009 |
| 2014 | Make It To Me In the Lonely Hour | Erstveröffentlichung: 13. Januar 2014 · Verkäufe: + 1.485.000; UK: Silber, US: Platin · kurzzeitig als Freetrack über iTunes erhältlich |

## Statistik

### Chartauswertung
|                     | DE    | AT    | CH    | UK    | US    |
| ------------------- | ----- | ----- | ----- | ----- | ----- |
| Nummer-eins-Alben   | DE—DE | AT—AT | CH—CH | UK3UK | US1US |
| Top-10-Alben        | DE2DE | AT2AT | CH4CH | UK4UK | US4US |
| Alben in den Charts | DE4DE | AT4AT | CH4CH | UK4UK | US6US |

|                       | DE     | AT     | CH     | UK     | US     |
| --------------------- | ------ | ------ | ------ | ------ | ------ |
| Nummer-eins-Singles   | DE—DE  | AT1AT  | CH—CH  | UK9UK  | US1US  |
| Top-10-Singles        | DE4DE  | AT5AT  | CH7CH  | UK14UK | US7US  |
| Singles in den Charts | DE21DE | AT17AT | CH24CH | UK38UK | US22US |

### Auszeichnungen für Musikverkäufe
| Land/RegionAuszeichnungen für Musikverkäufe (Land/Region, Auszeichnungen, Verkäufe, Quellen) | Silber     | Gold         | Platin         | Diamant       | Verkäufe    | Quellen                    |
| -------------------------------------------------------------------------------------------- | ---------- | ------------ | -------------- | ------------- | ----------- | -------------------------- |
| Australien (ARIA)                                                                            | —          | 12× Gold12   | 102× Platin102 | —             | 7.560.000   | aria.com.au                |
| Belgien (BRMA)                                                                               | —          | 4× Gold4     | 7× Platin7     | —             | 300.000     | ultratop.be                |
| Brasilien (PMB)                                                                              | —          | 10× Gold10   | 20× Platin20   | 25× Diamant25 | 5.810.000   | pro-musicabr.org.br        |
| Chile (IFPI)                                                                                 | —          | Gold1        | —              | —             | 5.000       | Einzelnachweise            |
| Dänemark (IFPI)                                                                              | —          | 13× Gold13   | 41× Platin41   | —             | 2.710.000   | ifpi.dk                    |
| Deutschland (BVMI)                                                                           | —          | 9× Gold9     | 9× Platin9     | —             | 4.550.000   | musikindustrie.de          |
| Europa (IFPI)                                                                                | —          | —            | Platin1        | —             | (1.000.000) | ifpi.org                   |
| Finnland (IFPI)                                                                              | —          | Gold1        | 5× Platin5     | —             | 149.406     | Einzelnachweise            |
| Frankreich (SNEP)                                                                            | —          | 5× Gold5     | 5× Platin5     | 2× Diamant2   | 2.060.999   | snepmusique.com            |
| Griechenland (IFPI)                                                                          | —          | 2× Gold2     | 3× Platin3     | —             | 80.000      | Einzelnachweise            |
| Island (IFPI)                                                                                | —          | Gold1        | —              | —             | 2.500       | Einzelnachweise            |
| Italien (FIMI)                                                                               | —          | 9× Gold9     | 20× Platin20   | —             | 1.170.000   | fimi.it                    |
| Japan (RIAJ)                                                                                 | —          | Gold1        | —              | —             | 100.000     | riaj.or.jp                 |
| Kanada (MC)                                                                                  | —          | 17× Gold17   | 65× Platin65   | Diamant1      | 6.680.000   | musiccanada.com            |
| Kolumbien (ASINCOL)                                                                          | —          | Gold1        | —              | —             | 5.000       | Einzelnachweise            |
| Mexiko (AMPROFON)                                                                            | —          | 6× Gold6     | 12× Platin12   | Diamant1      | 1.760.000   | amprofon.com.mx            |
| Neuseeland (RMNZ)                                                                            | —          | 3× Gold3     | 72× Platin72   | —             | 1.935.000   | radioscope.co.nz NZ2       |
| Niederlande (NVPI)                                                                           | —          | Gold1        | 6× Platin6     | —             | 215.000     | nvpi.nl                    |
| Norwegen (IFPI)                                                                              | —          | 7× Gold7     | 32× Platin32   | —             | 1.850.000   | ifpi.no                    |
| Österreich (IFPI)                                                                            | —          | 5× Gold5     | 14× Platin14   | —             | 472.500     | ifpi.at                    |
| Philippinen (PARI)                                                                           | —          | —            | 4× Platin4     | 3× Diamant3   | 510.000     | Einzelnachweise            |
| Polen (ZPAV)                                                                                 | —          | 3× Gold3     | 20× Platin20   | Diamant1      | 785.000     | olis.pl                    |
| Portugal (AFP)                                                                               | —          | 5× Gold5     | 19× Platin19   | —             | 213.500     | Einzelnachweise            |
| Schweden (IFPI)                                                                              | —          | 4× Gold4     | 30× Platin30   | —             | 1.655.000   | sverigetopplistan.se       |
| Schweiz (IFPI)                                                                               | —          | 3× Gold3     | 7× Platin7     | —             | 205.000     | hitparade.ch musikwoche.de |
| Singapur (RIAS)                                                                              | —          | —            | 4× Platin4     | —             | 40.000      | rias.org.sg                |
| Spanien (Promusicae)                                                                         | —          | 9× Gold9     | 19× Platin19   | —             | 1.300.000   | elportaldemusica.es ES2    |
| Thailand (TECA)                                                                              | —          | —            | 2× Platin2     | —             | 20.000      | Einzelnachweise            |
| Ungarn (MAHASZ)                                                                              | —          | —            | Platin1        | —             | 4.000       | slagerlistak.hu            |
| Vereinigte Staaten (RIAA)                                                                    | —          | 11× Gold11   | 50× Platin50   | Diamant1      | 67.000.000  | riaa.com                   |
| Vereinigtes Königreich (BPI)                                                                 | 9× Silber9 | 6× Gold6     | 50× Platin50   | —             | 30.586.000  | bpi.co.uk                  |
| Zentralamerika (CFC)                                                                         | —          | —            | Platin1        | —             | 70.000      | cfc-musica.com             |
| Insgesamt                                                                                    | 9× Silber9 | 149× Gold149 | 621× Platin621 | 34× Diamant34 |             |                            |